# Núi Hàm Rồng (Thanh Hóa)
Núi Hàm Rồng là tên một ngọn núi thuộc thành phố Thanh Hóa, gắn liền với cuộc chiến đấu chống Mỹ của nhân dân tỉnh này.

## Vị trí
Núi nằm bên bờ Nam sông Mã. Mạch núi từ làng Dương Xá - Xã Thiệu Dương, Thành phố Thanh hóa, men theo Hữu Ngạn sông Mã về đến chân cầu Hàm Rồng, dài khoảng trên 2 km.

## Đặc điểm
Núi Hàm Rồng tức núi Long Hạm, tên cũ là Đông Sơn, quanh co chạy dọc theo triền phía Nam sông Mã. Dãy núi uyển chuyển liên tiếp như dạng hình 9 khúc rồng nhấp nhô uốn lượn dài, bao quanh những đồi thông ngút ngàn và những thung lũng thơ mộng, cuối cùng nổi vọt lên một ngọn núi cao, lớp đá chồng chất, trên núi có động Long Quang. Núi sát bờ sông, trên bờ có mỏm đá dô ra như hình mũi rồng, cho nên gọi là Long tị. Gần mặt nước có hai lớp đá trồng nhau như hàm rồng, đó là Long hàm. Toàn hình, trông từ phương bắc, giống như đầu rồng đương uống nước.
Động Long Quang trên núi Rồng là nơi danh thắng, đã lưu luyến nhiều tao nhân mặc khách. Nguyễn Trãi, Lê Thánh Tông và nhiều văn sĩ khác đã có thơ lưu lại trên động Long Quang. Trên động có hai cửa hai bên, hình như hai mắt rồng, mà thường gọi là Long nhãn.
Vòng theo chân núi Hàm Rồng, ngược lên theo bậc đá dốc chừng 30m thì tới cửa Động Tiên Sơn. Động có 3 - 4 tầng thường được gọi là động 1, động 2, động 3. Trong mỗi động có nét đẹp độc đáo riêng. ở đây nhũ đá tạo hình tuyệt đẹp gắn với những truyền thuyết như tích Phật, tích Tiên, "Hoa quả sơn", "Hội bàn đào tiên"... Từng vách đá, từng ngách hang đâu đâu cũng thấy như trăm ngàn vạn vật đang được sinh ra.
Đối diện với núi Hàm Rồng, bên bờ bắc sông Mã là núi Ngọc hay còn gọi là núi Châu Phong. Nhìn xa, núi giống như con rồng đang vờn hạt ngọc.
Cũng mang tên Hàm Rồng còn có hai dãy núi khác nằm tại tỉnh Gia Lai và thị trấn Sapa, tỉnh Lào Cai.